# Tarcenay
Tarcenay és un municipi francès situat al departament del Doubs i a la regió de Borgonya - Franc Comtat. L'any 2007 tenia 857 habitants.

## Demografia

### Població
El 2007 la població de fet de Tarcenay era de 857 persones. Hi havia 308 famílies de les quals 60 eren unipersonals (24 homes vivint sols i 36 dones vivint soles), 80 parelles sense fills, 148 parelles amb fills i 20 famílies monoparentals amb fills.
La població ha evolucionat segons el següent gràfic:
Habitants censats

### Habitatges
El 2007 hi havia 323 habitatges, 305 eren l'habitatge principal de la família, 9 eren segones residències i 9 estaven desocupats. 264 eren cases i 57 eren apartaments. Dels 305 habitatges principals, 233 estaven ocupats pels seus propietaris, 59 estaven llogats i ocupats pels llogaters i 13 estaven cedits a títol gratuït; 18 tenien dues cambres, 29 en tenien tres, 68 en tenien quatre i 190 en tenien cinc o més. 285 habitatges disposaven pel capbaix d'una plaça de pàrquing. A 97 habitatges hi havia un automòbil i a 189 n'hi havia dos o més.

### Piràmide de població
La piràmide de població per edats i sexe el 2009 era:
| Homes | Edats   | Dones |
| ----- | ------- | ----- |
| 0     | 95 o +  | 0     |
| 0     | 90 a 94 | 0     |
| 3     | 85 a 89 | 3     |
| 0     | 80 a 84 | 7     |
| 5     | 75 a 79 | 6     |
| 7     | 70 a 74 | 1     |
| 12    | 65 a 69 | 10    |
| 12    | 60 a 64 | 16    |
| 17    | 55 a 59 | 17    |
| 21    | 50 a 54 | 25    |
| 22    | 45 a 49 | 21    |
| 25    | 40 a 44 | 27    |
| 18    | 35 a 39 | 21    |
| 26    | 30 a 34 | 26    |
| 24    | 25 a 29 | 23    |
| 26    | 20 a 24 | 18    |
| 26    | 15 a 19 | 34    |
| 31    | 10 a 14 | 27    |
| 21    | 5 a 9   | 16    |
| 18    | 0 a 4   | 16    |

## Economia
El 2007 la població en edat de treballar era de 563 persones, 451 eren actives i 112 eren inactives. De les 451 persones actives 436 estaven ocupades (226 homes i 210 dones) i 15 estaven aturades (5 homes i 10 dones). De les 112 persones inactives 34 estaven jubilades, 54 estaven estudiant i 24 estaven classificades com a «altres inactius».

### Ingressos
El 2009 a Tarcenay hi havia 321 unitats fiscals que integraven 941 persones, la mediana anual d'ingressos fiscals per persona era de 19.047 €.

### Activitats econòmiques
Dels 33 establiments que hi havia el 2007, 1 era d'una empresa alimentària, 2 d'empreses de fabricació d'altres productes industrials, 10 d'empreses de construcció, 5 d'empreses de comerç i reparació d'automòbils, 3 d'empreses de transport, 1 d'una empresa d'hostatgeria i restauració, 2 d'empreses financeres, 2 d'empreses immobiliàries, 2 d'empreses de serveis, 2 d'entitats de l'administració pública i 3 d'empreses classificades com a «altres activitats de serveis».
Dels 12 establiments de servei als particulars que hi havia el 2009, 2 eren tallers de reparació d'automòbils i de material agrícola, 1 paleta, 5 fusteries, 1 lampisteria, 1 electricista, 1 perruqueria i 1 restaurant.
Dels 2 establiments comercials que hi havia el 2009, 1 era una botiga de menys de 120 m² i 1 una joieria.
L'any 2000 a Tarcenay hi havia 19 explotacions agrícoles que ocupaven un total de 935 hectàrees.

## Equipaments sanitaris i escolars
El 2009 hi havia una escola elemental.

## Poblacions més properes
El següent diagrama mostra les poblacions més properes.